# Время в Кирибати
Кирибати — островное государство в Океании.
Площадь суши — всего 812,34 км². Однако, острова расположены на значительном расстоянии друг от друга, занимая акваторию Тихого океана сразу в «четырёх полушариях». По этой причине Кирибати расположено в трёх часовых поясах (UTC +12, +13, +14).
Линия перемены дат теоретически должна проходить по 180° меридиану. Однако, для стран, находящихся по обе стороны делается исключение и линия принимает необычную форму.
Так, Острова Гилберта и остров Банаба расположены в Восточном полушарии, их часовой пояс UTC+12 установлен с 1979 года. Острова Феникс и Лайн же расположены в Западном полушарии и относятся по времени часовых поясов UTC-11 и UTC-10, разница во времени между соседними архипелагами составляла около суток (22-23 часа). Поэтому для них используются пояса +13 и +14, а линия перемены дат практически достигает 150° западной долготы. Данное решение было принято 23 декабря 1994 года, когда Республика Кирибати объявила об изменении часового пояса для островов Лайн, вступившее в силу с 31 декабря 1994 года. Эта корректировка фактически переместила международную линию перемены дат более чем на 1000 км. Самый восточный остров архпелага, атолл Каролайн, стал называться Миллениум, так как он через несколько лет первым встретил новое тысячелетие. Это факт был оспорен Тонга, где в 1999-2002 гг. также действовало время UTC+14.
В настоящее время жители островов Лайн уже бесспорно ежедневно первыми на Земле встречают новую дату, так как часовой пояс UTC+14 на Тонга отменён с 2017 года, а на Самоа с 4 апреля 2021 года.

## Интересные факты
В архипелаге Лайн расположены принадлежащие США остров Джарвис, атолл Пальмира и риф Кингмен. На этих территориях действует часовой пояс UTC-11. Таким образом, время на островах, расположенных в нескольких десятках километрах друг от друга, разнится на 25 часов.